# Bothriolepis
Bothriolepis (Grieks: 'ontpitschaal' of 'geulschaal') is een wijdverbreid, overvloedig en divers geslacht van uitgestorven antiarchi-placodermi dat leefde tijdens de Midden- tot Boven-Devoon-periode van het Paleozoïcum. Historisch gezien leefde Bothriolepis in een reeks paleo-omgevingen verspreid over elk paleocontinent, inclusief de zee- en zoetwateromgeving nabij de kust. De meeste soorten Bothriolepis werden gekarakteriseerd als relatief kleine, bentische, zoetwater detritivoren (organismen die voedingsstoffen verkrijgen door ontbindend plantaardig/dierlijk materiaal te consumeren), met een gemiddelde lengte van ongeveer dertig centimeter. De grootste soort B. rex had echter een geschatte lichaamslengte van honderdzeventig centimeter. Hoewel expansief met meer dan zestig soorten wereldwijd gevonden, is Bothriolepis relatief niet diverser dan de meeste huidige moderne bodembewonende soorten.

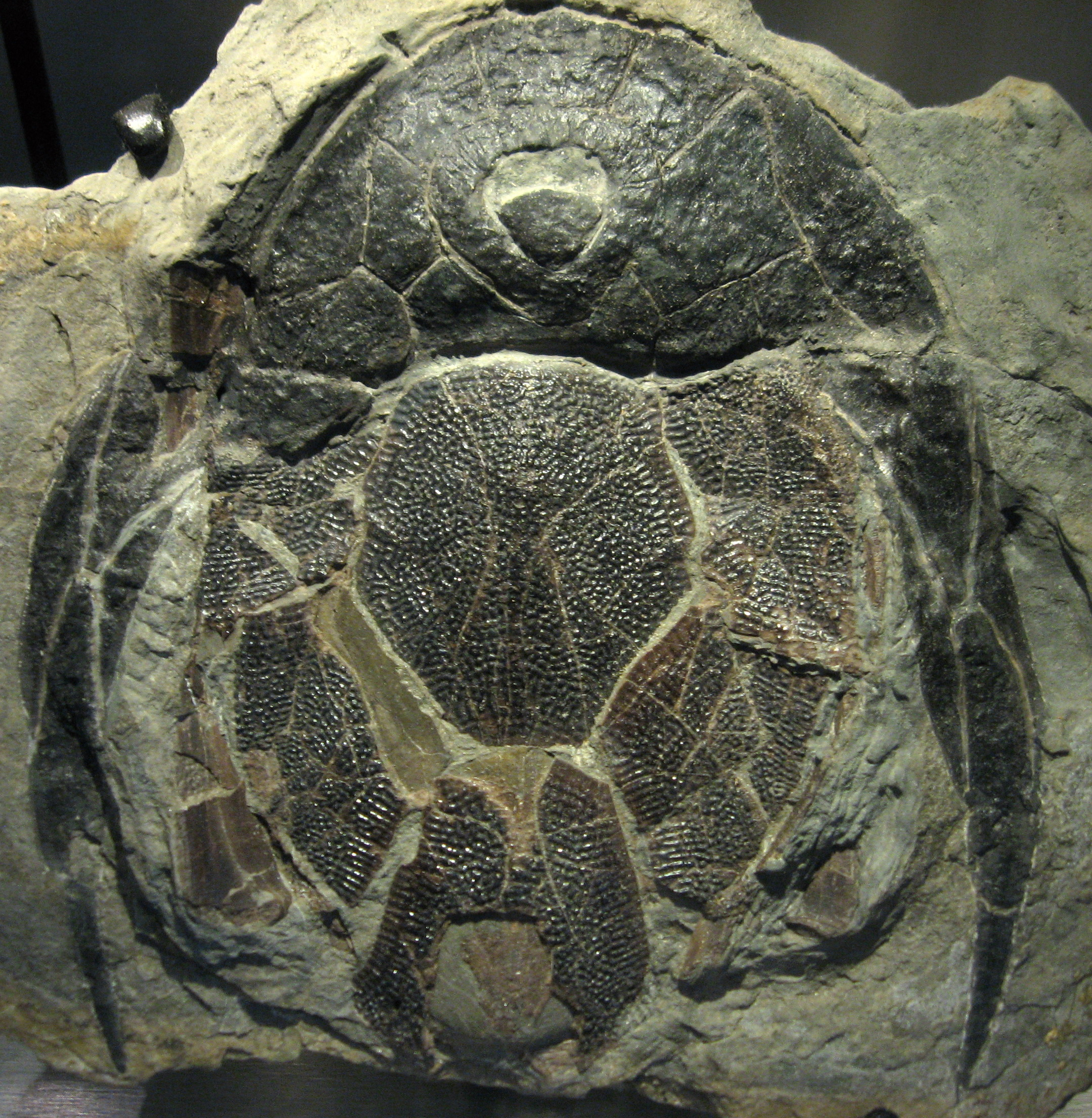
Fossiel van de benen platen die de kop en borstvinnen van Bothriolepis bedekten. Scaumenac Bay (Quebec)

## Kenmerken
Bothriolepis was een kleine benthische detritivoor, die ongeveer dertig centimeter lang werd. Behalve kieuwen had het dier een paar zakken naast de slokdarm, die misschien als longen konden dienen. Zo hebben ze mogelijk ook enige tijd boven water kunnen overleven, bijvoorbeeld bij het droogvallen van ondiepe poelen. Met de harde, beweegbare borstvinnen zou het dier zich dan door modder of over land hebben kunnen voortbewegen.
Hoofd
Er zijn twee openingen door het hoofd van Bothriolepis: een sleutelgatopening langs de middellijn aan de bovenkant voor de ogen en neusgaten en een opening voor de mond aan de onderkant nabij het voorste uiteinde van het hoofd. Een ontdekking met betrekking tot geconserveerde structuren die neuskapsels lijken te zijn, bevestigt het geloof dat de externe neusopeningen op de dorsale zijde van het hoofd in de buurt van de ogen lagen. Bovendien is de positie van de mond aan de ventrale zijde van de schedel consistent met de typische horizontale rustende oriëntatie van Bothriolepis. Het had een speciale functie op zijn schedel, een afzonderlijke partitie van been onder de opening voor de ogen en neusgaten die de neuscapsules omsluiten, genaamd een pre-orbitale uitsparing.
Kaken
Een nieuw exemplaar van de Gogo-formatie in het Canning Basin van West-Australië heeft bewijs geleverd met betrekking tot de morfologische kenmerken van de viscerale kaakelementen van Bothriolepis. Met behulp van het exemplaar is het duidelijk dat de mentale plaat (een dermaal bot dat het bovenste deel van de kaak vormt) van antiarchen homoloog is met de suborbitale plaat, die in andere placodermen werden gevonden. Het onderkaakbeen bestaat uit gedifferentieerde snij- en bijtgedeelten. Naast het mandibulaire gewricht zijn de prelaterale en infraprelaterale platen, die beide kanaaldragende botten zijn. Het palatoquadraat mist een hoog orbitaal uitsteeksel en was alleen gehecht aan het ventrale deel van de mentale plaat, wat bewees dat het ethmoidale gebied van de braincase (het gebied van de schedel dat de hersenen en de neusholte scheidt) in feite dieper was dan oorspronkelijk werd gedacht. Naast het hierboven vermelde exemplaar uit de Gogo-formatie, zijn verschillende andere exemplaren gevonden met monddelen die in de natuurlijke positie worden gehouden door een membraan, dat het orale gebied bedekt en hecht aan de laterale en voorste marges van het hoofd. Bothriolepis heeft een kaak waarin de twee helften gescheiden zijn en bij de volwassene functioneel onafhankelijk.
De romp
Bothriolepis had een slanke stam, die waarschijnlijk bedekt was met een zachte huid zonder schubben of markeringen. De oriëntatie die het meest stabiel lijkt te zijn om over te blijven, was het dorsale oppervlak omhoog, hetgeen blijkt uit het vlakke oppervlak aan de ventrale zijde. De omtrek van de stam suggereert dat er mogelijk een chorda dorsalis aanwezig is, omgeven door een vliezige huls, maar er is geen direct bewijs hiervan, omdat de chorda dorsalis bestaat uit zacht weefsel, dat meestal niet wordt bewaard in het fossielenbestand. Net als andere antiarchen was het thoracale schild van Bothriolepis bevestigd aan zijn zwaar gepantserde hoofd. Het doosvormige lichaam was ingesloten in pantserplaten en bood bescherming tegen roofdieren. Aan het ventrale oppervlak van de romp is een grote, dunne, ronde plaat gemarkeerd door diep liggende lijnen en oppervlakkige richels. Deze plaat ligt net onder de opening naar de cloaca.
Het huidskelet
Het dermale skelet is georganiseerd in drie lagen: een oppervlakkige lamellaire laag, een poreuze spongiosa en een compacte basale lamellaire laag. Zelfs in de vroege ontogenie zijn deze lagen duidelijk in specimen van Bothriolepis canadensis. De compacte lagen ontwikkelen zich eerst. De oppervlakkige laag is gespeculeerd met denticles die mogelijk van cellulair been zijn gemaakt.
Vinnen en staart
Bothriolepis had een lang paar wervelkolomachtige borstvinnen, verbonden aan de basis, en opnieuw iets meer dan halverwege. Deze stekelachtige vinnen werden waarschijnlijk gebruikt om het lichaam van de bodem te tillen. Zijn zware pantser zou het snel laten zinken zodra het voorwaartse impuls verloor. Het kan ook zijn borstvinnen hebben gebruikt om sediment (modder, zand of anderszins) over zichzelf te gooien. Naast de borstvinnen had het ook twee dorsale vinnen: een lage, langwerpige voorste dorsale vin en een hoge afgeronde achterste dorsale vin, hoewel de veronderstelde structuur van de dorsale vinnen varieert op basis van de specifieke soort Bothriolepis en deze verschillende malen is gewijzigd in de reconstructies die door onderzoekers zijn vrijgegeven naarmate nieuwe informatie beschikbaar is gekomen. De staart was langwerpig en eindigde in een smalle band, maar werd helaas zelden bewaard in fossielen. Hoewel er geen overeenstemming is over de verklaring van hun functie, had Bothriolepis ook twee membraneuze, ventrale franjes aan het achterste uiteinde van het rompschild aan weerszijden van de staart die elk twee verschillende gebieden hebben. Er is geen bewijs dat de franje betrokken was bij de ondersteuning van het skelet, maar het is mogelijk dat ze ofwel als vinnen functioneerden of bij de voortplanting betrokken waren, en misschien zelfs aanwezig waren bij het ene geslacht maar niet bij het andere geslacht.

## Verspreiding en leefgebied
Fossielen van de vissen worden altijd in zoetwaterafzettingen gevonden. Hierdoor wordt aangenomen dat ze op zijn minst het grootste deel van hun levenscyclus in meren en rivieren doorbrachten. Vanwege de verspreiding, die overeenkomt met de kustlijnen in het Laat-Devoon, wordt echter vermoed dat ze ook in zout water konden komen. Mogelijk was Bothriolepis anadroom, net als tegenwoordige zalmen.

## Zachte anatomie
Structuren die zijn samengesteld uit zacht weefsel worden meestal niet bewaard in fossielen omdat ze gemakkelijk afbreken en veel sneller ontleden dan harde weefsels, wat betekent dat het fossielenbestand vaak geen informatie heeft over de interne anatomie van fossiele soorten. Behoud van structuren van zacht weefsel kan echter soms optreden als sedimenten de interne structuren van een organisme vullen bij of na zijn dood. Robert Denison's artikel The Soft Anatomy of Bothriolepis onderzoekt de vormen en organen van Bothriolepis. Deze interne structuren werden bewaard toen verschillende soorten sedimenten die de buitenkant van het dier omhulden de interne carapaces vulden (alleen organen die communiceren met de buitenkant konden op deze manier worden bewaard). Drie verschillende sedimenttypen werden geïdentificeerd binnen de verschillende secties van Bothriolepis: de eerste bleek een groengrijsachtig middel-gestructueerde zandsteen, grotendeels bestaande uit calciet, de tweede een soortgelijk maar fijner sediment dat veel van de orgaanvormen behoudt en de derde een aparte, fijnkorrelige siltstone bestaande uit kwarts, mica en andere mineralen maar geen calciet. Deze sedimenten hielpen de volgende interne elementen te behouden:
Alimentair systeem
Over het algemeen kan het spijsverteringsstelsel van Bothriolepis, dat de organen omvat die betrokken zijn bij inname, vertering en verwijdering van afval, worden omschreven als eenvoudig en duidelijk, in tegenstelling tot dat van mensen. Het begint aan het voorste uiteinde van het organisme met een kleine mondholte, die zich boven het achterste gedeelte van de bovenste kaakplaten bevindt. Achter de mond strekt het spijsverteringsstelsel zich uit in een breder en dorso-ventraal afgeplat gebied, de keelholte, waaruit zowel de kieuwen als de longen ontstaan. De slokdarm, die ook wordt gekenmerkt als een dorso-ventraal afgeplatte buis, strekt zich uit van de mond in de maag en leidt tot een afgeplatte ellipsoïde structuur. Deze structuur kan homoloog zijn aan het voorste uiteinde van de darm in andere vissen. De vlakheid van deze structuren kan zijn overdreven toen de fossiele exemplaren tektonische vervorming door geologische tijd ervoeren. De darm begint smal aan het voorste uiteinde, zet zich dwars uit en versmalt vervolgens opnieuw posterieur naar het cilindrische rectum, dat net eindigt binnen het achterste uiteinde van het rompschild. Hoewel het spijsverteringsstelsel primitief van aard is en een uitgebreide maagstreek mist, is het gespecialiseerd door een onafhankelijk verworven complexe spiraalvormige klep, vergelijkbaar met die in Elasmobranchi en veel beenvissen en vergelijkbaar met die gevonden in sommige haaien. Een enkele weefselplooi gerold over zijn eigen as vormt deze gespecialiseerde spiraalvormige klep.
De kieuwen
Er wordt afgeleid dat de kieuwen van Bothriolepis van het primitieve type zijn, hoewel hun structuur nog steeds niet goed wordt begrepen. Lateraal worden ze omsloten door een operatieve vouw en worden ze gevonden in de ruimte onder het laterale deel van het kopschild, zich mediaal uitstrekkend onder het neurocranium. Vergeleken met de kieuwen van normaal gevormde vissen, wordt het kieuwgebied van Bothriolepis beschouwd als meer dorsaal geplaatst, is het voorste meer gedrongen en in het algemeen, relatief kort en breed.
Gepaarde ventrale zakjes
Achteraan uitstrekkend vanaf het rompschild zijn er gepaarde ventrale zakjes, die zich uitstrekken tot het voorste uiteinde van de spiraalvormige darm. De zakjes lijken afkomstig te zijn van de keelholte als een enkele mediaanbuis, die zich vervolgens naar de buitenzijde verbreedt en uiteindelijk splitst in twee zakjes die homoloog kunnen zijn aan de longen van bepaalde dipnoanen en tetrapoden. De hypothese is dat deze longen, in combinatie met de verbonden armen en het stijve, ondersteunende skelet, Bothriolepis op het land hadden kunnen laten reizen. Bovendien, zoals Robert Denison stelt, omdat er geen bewijs is van een verband tussen de externe naris en de mond, ademde Bothriolepis waarschijnlijk op dezelfde manier als de huidige longvis, d.w.z. door de mond boven het wateroppervlak te plaatsen en lucht in te slikken.
Ondanks de oorspronkelijke interpretatie die Denison in 1941 presenteerde, zijn niet alle paleontologen het erover eens dat placodermen zoals Bothriolepis daadwerkelijk longen bezaten. D. Goujet suggereert bijvoorbeeld in zijn artikel Lungs bij Placodermi, een persistente paleobiologische mythe gerelateerd aan vooropgestelde interpretaties van het milieu, dat hoewel sporen van sommige spijsverteringsorganen duidelijk kunnen zijn uit de sedimentaire structuren, er geen bewijs is voor de aanwezigheid van longen in de exemplaren van de Escuminac-formatie van Canada waarop de oorspronkelijke bewering was gebaseerd. Hij merkt op dat de wereldwijde distributie van Bothriolepis beperkt is tot strikt mariene omgevingen en is daarom van mening dat de aanwezigheid van longen bij Bothriolepis onzeker is. Nader onderzoek van de fossielen is waarschijnlijk noodzakelijk om een conclusie te trekken over de aanwezigheid van longen in Bothriolepis.

## Voeding
Van Bothriolepis wordt gedacht dat ze, net als bij alle andere antiarchi, zijn gevoed door het rechtstreeks inslikken van modder en andere zachte sedimenten om detritus, kleine of micro-organismen, algen en andere vormen van organisch materiaal in de ingeslikte sedimenten te verteren. Bovendien suggereert de positionering van de mond aan de ventrale zijde van zijn hoofd verder dat Bothriolepis waarschijnlijk een bodemvoeder was. Aangenomen wordt dat de regelmatige aanwezigheid van koolstofhoudend materiaal in het spijsverteringskanaal aangeeft dat het grootste deel van zijn dieet uit plantaardig materiaal bestond.

## Vindplaatsen
Fossielen van Bothriolepis werden gevonden in Midden- en Laat-Devoonse lagen (van 387 tot 360 miljoen jaar geleden). Omdat de fossielen in zoetwatersedimenten worden gevonden, wordt verondersteld dat Bothriolepis het grootste deel van zijn leven in zoetwaterrivieren en -meren heeft doorgebracht, maar waarschijnlijk ook zout water kon binnendringen, omdat het bereik overeen leek te komen met de Devoonse continentale kustlijnen. Grote groepen Bothriolepis-exemplaren zijn gevonden in Azië, Europa, Australië (Gogo Formation), Pennsylvania (Catskill Formation), Quebec (Escuminac Formation), Virginia (Chemung), Colorado, Cuche Formation (Boyacá, Colombia),  en wereldwijd.
De Catskill-formatie (Boven-Devoon, Famennian Stage), gelegen in Tioga County (Pennsylvania), is de locatie van een grote steekproef van kleine individuen van Bothriolepis. Het exemplaar werd verzameld uit een reeks rotsplaten, die uit gedeeltelijke of volledige, gearticuleerde, externe skeletten bestond. Meer dan tweehonderd individuen werden dicht opeengepakt gevonden met weinig tot geen overlapping. Uit dit exemplaar kan veel informatie over kenmerken van juveniele Bothriolepis worden bepaald. Een morfometrische studie uitgevoerd door Jason Downs en co-auteurs benadrukt bepaalde kenmerken die duiden op jeugdigheid bij Bothriolepis, waaronder een redelijk groot hoofd en een redelijk groot orbitaal fenestra - beide kenmerken die ook door Erik Stensio in 1948 werden herkend in de kleinste B. canadensis-individuen. Verscheidene andere kenmerken die Stensio indicatief voor jonge individuen aangeeft, zijn ook te zien in het Catskill-exemplaar. Deze kenmerken omvatten "delicate dermale botten met ornament, bestaande uit continue anastomose ribbels in plaats van knobbeltjes, een dorsaal rompschild smaller dan lang en met een continue en uitgesproken dorsale middenrug en een pre-middenplaat die breder is dan het lang is".

## Soorten
De paleontologie van gewervelde dieren is sterk afhankelijk van het vermogen om onderscheid te maken tussen verschillende soorten op een manier die consistent is, zowel binnen een bepaald geslacht als in alle organismen. Het geslacht Bothriolepis is geen uitzondering op dit principe. Hieronder worden enkele van de opmerkelijke soorten binnen Bothriolepis vermeld. In totaal zijn meer dan zestig soorten genoemd, en het is waarschijnlijk dat een aanzienlijk deel van hen geldig is vanwege de kosmopolitische aard van Bothriolepis.
Bothriolepis canadensis
Bothriolepis canadensis is een taxon dat vaak dient als een modelorganisme voor de orde Antiarchi vanwege zijn enorme voorbeeld van complete, intacte exemplaren, gevonden bij de Escuminac-formatie in Quebec, Canada. Vanwege de enorme steekproefgrootte wordt deze soort vaak gebruikt om groeigegevens van nieuw verkregen exemplaren van Bothriolepis te vergelijken, waaronder die zijn gevonden in de hierboven genoemde Catskill-formatie. Deze vergelijking stelt onderzoekers in staat om te bepalen of nieuw gevonden monsters juveniele individuen of nieuwe Bothriolepis soorten vertegenwoordigen.
B. canadensis werd voor het eerst beschreven in 1880 door J.F. Whiteaves, met behulp van een beperkt aantal misvormde exemplaren. De volgende die een reconstructie van de soort voorstelde was W. Patten, die zijn bevindingen in 1904 publiceerde na een ontdekking van verschillende exemplaren die goed bewaard waren gebleven in 3D. In 1948 publiceerde E. Stensio een gedetailleerde weergave van de anatomie van B. canadensis met behulp van een overvloed aan materiaal, dat uiteindelijk de meest algemeen aanvaarde beschrijving van deze soort werd. Sinds de publicatie van Stensio hebben vele anderen gereconstrueerde modellen van B. canadensis voorzien van gemodificeerde aspecten van de anatomie, waaronder de gemodificeerde enkele rugvin van Vezina en meer recentelijk reconstructies van Arsenault et al. van specimens met weinig taphonomische vervorming. Momenteel wordt het model van Arsenault et al. beschouwd als de meest accurate, terwijl er nog steeds veel discussie is over verschillende aspecten van de externe anatomie van deze soort. Ondanks de onzekerheid wordt B. canadensis nog steeds klassiek beschouwd als een van de meest bekende soorten.
Het uitwendige skelet van Bothriolepis canadensis is gemaakt van cellulair dermaal botweefsel en wordt gekenmerkt door een duidelijke horizontale zonering of gelaagdheid. De modelvis heeft een gemiddelde totale lengte van 43,67 centimeter en een gemiddelde dermale pantserlengte van 15,53 centimeter, wat goed is voor 35,6% van de geschatte totale lengte. Zoals veel antiarchi had B. canadensis ook smalle borstvinnen, een heterocercale staartvin (wat betekent dat de chorda dorsalis zich uitstrekt tot in de bovenste lob van de staart staart) en een grote rugvin die waarschijnlijk geen belangrijke rol speelde bij de voortstuwing maar in plaats daarvan optrad meer als stabilisator
Bothriolepis rex Oorspronkelijk beschreven door Downs et al. (2016), komt Bothriolepis rex uit de Nordstrand Point Formation van Ellesmere Island in Canada. B. rex's lichaamslengte wordt geschat op 1,7 meter en is daarom de grootste bekende soort van Bothriolepis. Het pantser is bijzonder dik en dicht, zelfs wanneer rekening wordt gehouden met zijn grootte. Downs et al. (2016) suggereerde dat dit mogelijk zowel het dier tegen grote roofdieren heeft beschermd als als ballast heeft gediend om te voorkomen dat deze grote bodembewoner naar de oppervlakte drijft.
Bothriolepis virginiensis Oorspronkelijk beschreven door Weems et al. in 1981 komt de soort Bothriolepis virginiensis uit de "Chemung", nabij Winchester (Virginia). Verschillende eigenschappen gevonden in B. virginiensis kunnen ook worden gevonden in andere soorten Bothriolepis, (met name B. nitida), waaronder achterste schuine cefale sensorische lijngroeven die relatief ver naar voren op de nekplaat komen, relatief langwerpig orbitaal fenestra en een laag anterior-midden-dorsale kam. Kenmerken die B. virginiensis onderscheiden van andere soorten omvatten, maar niet beperkt zijn tot gefuseerde hoofdnaden, zijn gefuseerde elementen in volwassen distale borstvinsegmenten en een lange premediaanplaat ten opzichte van de lengte van het hoofdscherm.
Momenteel is er veel discussie over de vraag of de soorten B. virginiensis en B. nitida daadwerkelijk van elkaar kunnen worden onderscheiden. Thomson en Thomas stelden dat vijf soorten Bothriolepis uit de Verenigde Staten (B. nitida, B. minor, B. virginiensis, B. darbiensis en B. coloradensis) niet consistent van elkaar kunnen worden onderscheiden. Omgekeerd beweert Weems dat er verschillende eigenschappen zijn die de soort van elkaar onderscheiden, waaronder enkele hierboven genoemde.
Bothriolepis nitida Deze soort, gevonden in het huidige Pennsylvania, werd oorspronkelijk beschreven door Joseph Leidy in 1856. Zoals hierboven vermeld, is er veel discussie over het onderscheid tussen B. nitida en B. virginiensis, echter gebaseerd op bewijsmateriaal gepresenteerd door Weems (2004). Er zijn verschillende onderscheidbare kenmerken specifiek voor elke soort. B. nitida heeft een maximale kopschild-lengte van 65 millimeter, een smalle en ondiepe trifide pre-orbitale uitsparing, heeft een anterior-mediaan-dorsale (AMD) plaat die breder is dan lang en een ventraal thoracaal schild met convexe zijgrenzen.
Bothriolepis coloradensis Voor het eerst beschreven door Eastman in 1904, werd deze soort gevonden in het huidige Colorado. Er is een mogelijkheid dat deze soort vergelijkbaar is, zo niet identiek, met B. nitida, maar omdat het beschikbare materiaal met betrekking tot B. coloradensis gefragmenteerd is, is het onmogelijk om de twee soorten met enige mate van zekerheid te vergelijken.

## Classificatie
Bothriolepis is een geslacht dat binnen de placodermi-orde Antiarchi is geplaatst. De vroegste antiarchi-placodermen verschenen voor het eerst in de Siluur-periode van het Paleozoïcum en konden door de Devoon-periode op elk paleocontinent worden verspreid. De vroegste leden van Bothriolepis verschenen door het Midden-Devoon. Antiarchi, evenals andere placodermi, zijn morfologisch divers en worden gekenmerkt door benige platen die hun kop en het voorste deel van de romp bedekken. Vroege ontogenetische stadia van placodermi hadden dunnere beenplaten in zowel het hoofd als het rompschild, wat een gemakkelijk onderscheid mogelijk maakte tussen vroege ontogenetische stadia van placodermi in het fossielenbestand en taxa die volledig ontwikkelde beenplaten bezaten, maar klein van karakter waren. Placoderme beenplaten waren in het algemeen opgebouwd uit drie lagen, waaronder een compacte basale lamellaire benige laag, een middelste sponsachtige benige laag en een oppervlakkige laag. Bothriolepis kan worden geclassificeerd als een placoderm omdat die deze lagen bezit. Placodermi waren uitgestorven tegen het einde van het Devoon. Placodermi is een parafyletische groep van de clade Gnathostomata, die allen gewervelde kaken bezaten. Het is onduidelijk wanneer precies gnathostomen zijn ontstaan, maar het schaarse vroege fossielenbestand geeft aan dat het ergens in het vroege Paleozoïcum was. De laatste soort Bothriolepis stierf samen met de rest van Placodermi uit aan het einde van het Devoon.

## Soorten
- Bothriolepis canadensis Whiteaves 1880 †
- Bothriolepis darbiensis Denison 1951 †
- Bothriolepis hydrophilus Agassiz 1844 †
- Bothriolepis macrocephala Egerton 1862 †
- Bothriolepis major Agassiz 1844 †
- Bothriolepis nitida Leidy 1856 †
- Bothriolepis obesa Traquair 1888 †
- Bothriolepis ornata Eichwald 1840 †
- Bothriolepis panderi Lahusen 1880 †
- Bothriolepis virginiensis Weems et al. 1981 †